# Карамелизация

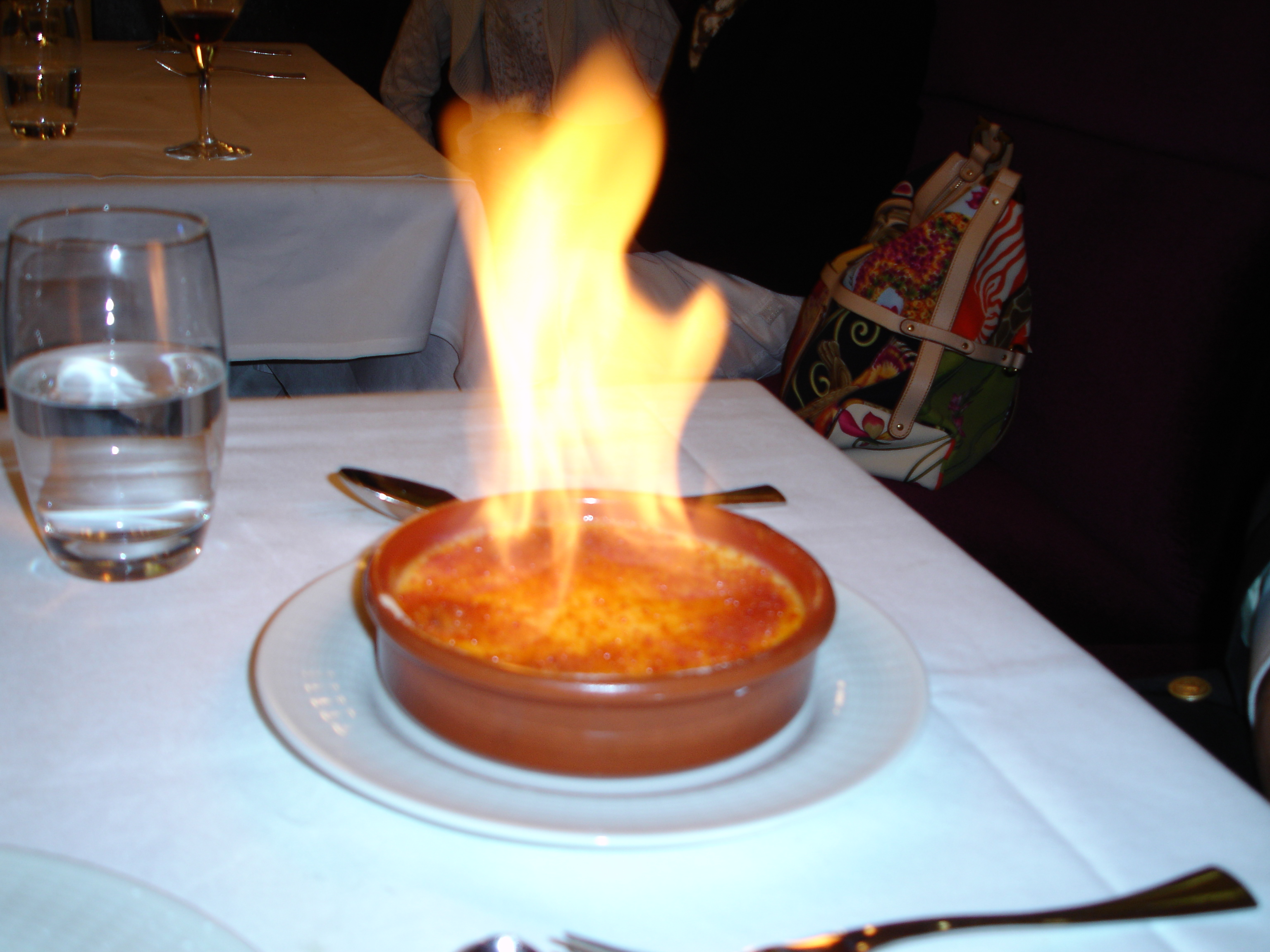
Карамелизация крем-брюле

Карамелиза́ция — процесс химического преобразования сахаров при нагревании с образованием большого количества мономерных и полимерных продуктов. Так же, как и реакция Майяра, карамелизация является неферментативным процессом, приводящим к «побурению» реакционной массы и образованию летучих веществ со своеобразным запахом. Однако, в отличие от реакции Майяра, для карамелизации нужны более жёсткие условия. По этой причине сахаросодержащие объекты с высокой влажностью не подвергаются карамелизации до тех пор, пока испаряющаяся из них вода препятствует достижению необходимой для этого температуры. Чистую карамель можно получить путём нагрева сахарозы и крахмала. Карамелизация используется, в основном, в кулинарии для придания продуктам питания особого «карамельного» аромата.

## Процесс

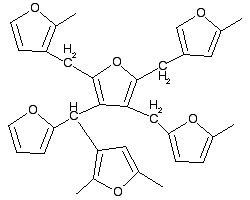
Формула карамели

Карамелизация приводит к образованию сотен различных химических продуктов, однако химия карамелизации сложна и изучена довольно плохо. Она включает следующие процессы:
1. Химическое равновесие аномерной и циклической форм сахаров;
2. Инверсия сахарозы во фруктозу и глюкозу;
3. Реакции конденсации;
4. Внутримолекулярные сшивки;
5. Изомеризация альдоз в кетозы;
6. Реакции дегидратации;
7. Реакции фрагментации;
8. Образование ненасыщенных полимеров.

## Температуры карамелизации
| Сахар     | Температура    |
| --------- | -------------- |
| Фруктоза  | 110 °C, 230 °F |
| Галактоза | 160 °C, 320 °F |
| Глюкоза   | 160 °C, 320 °F |
| Сахароза  | 160 °C, 320 °F |
| Мальтоза  | 180 °C, 356 °F |